# Angylocalyx pynaertii
Angylocalyx pynaertii är en ärtväxtart som beskrevs av De Wild. Angylocalyx pynaertii ingår i släktet Angylocalyx och familjen ärtväxter. Inga underarter finns listade i Catalogue of Life.